# Vachellia tortilis
Vachellia tortilis is een boomsoort uit de vlinderbloemenfamilie (Leguminosae/Fabaceae). De soort komt grofweg voor in Afrika en op het Arabisch Schiereiland. De soort werd lang in het geslacht Acacia geplaatst, maar met het opdelen van het polyfyletische geslacht Acacia sensu lato in vijf kleinere geslachten werd deze soort in het geslacht Vachellia ondergebracht.

## Naamgeving

### Botanische naam
De botanische naam van de soort werd in 1775 gepubliceerd door de Zweedse ontdekkingsreiziger Peter Forsskål, als Mimosa tortilis.
De Duitse botanicus Friedrich Gottlob Hayne was degene die de soort in 1825 in het geslacht Acacia plaatste.
In 2003 publiceerden Maslin, Miller & Seigler een revisie van het grote geslacht Acacia, waarbij duidelijk werd dat het geen monofyletische groep was. In 2008 plaatsten Galasso & Banfi deze soort daarop in het geslacht Vachellia.
In de naam Vachellia is George Harvey Vachell (1789-1839), kapelaan bij de  Britse Oostindië Compagnie in Macau, en plantenverzamelaar, vernoemd. De naam tortilis betekent 'verdraaid', wat verwijst naar de vorm van de peulen.

### Triviale namen
Doordat de boom over een groot gebied verspreid voorkomt, zijn er verschillende (lokale) namen bekend. Hieronder is een lijst van namen per taal:
- Afrikaans: haak-en-steek
- Arabisch: سنط ملتوي, hares, samar, sammar, samor, samra, sayyal, seyal
- Engels: karamoja, umbrella thorn
- Fins: kierreakaasia
- Frans: acacia faux gommier
- Hebreeuws: שיטת הסוכך, shitat ha'sochech
- Hindi: israeli babool
- Hongaars: ernyőakácia
- Italiaans: acacia ad ombrello
- Luo: otiep
- Maa: oltepesi
- Nandi: sesya
- Noord-Ndebele: isanqawe, umsasane, umshishene, umtshatshatsha
- Nyanja: mzunga, nsangu, nsangunsangu, nyoswa
- Perzisch: سمر
- Samburu: ltepes
- Somalisch: abak, kura, maraa, qurac
- Spaans: acacia de copa plana
- Swahili: mgunga, mugumba, munga
- Tigrinya: akba, akiba, alla, aqba
- Tongaans: mukoka, muzungu, ngoka
- Tswana: mosu, mosunyana
- Turkana: ewoi
- Zoeloe: umSasane

De boom komt verscheidene keren voor in het boek Exodus, het tweede boek van de Hebreeuwse Bijbel.
Het hout wordt in de Bijbel ook wel sittimhout genoemd.

## Voorkomen

### Habitat

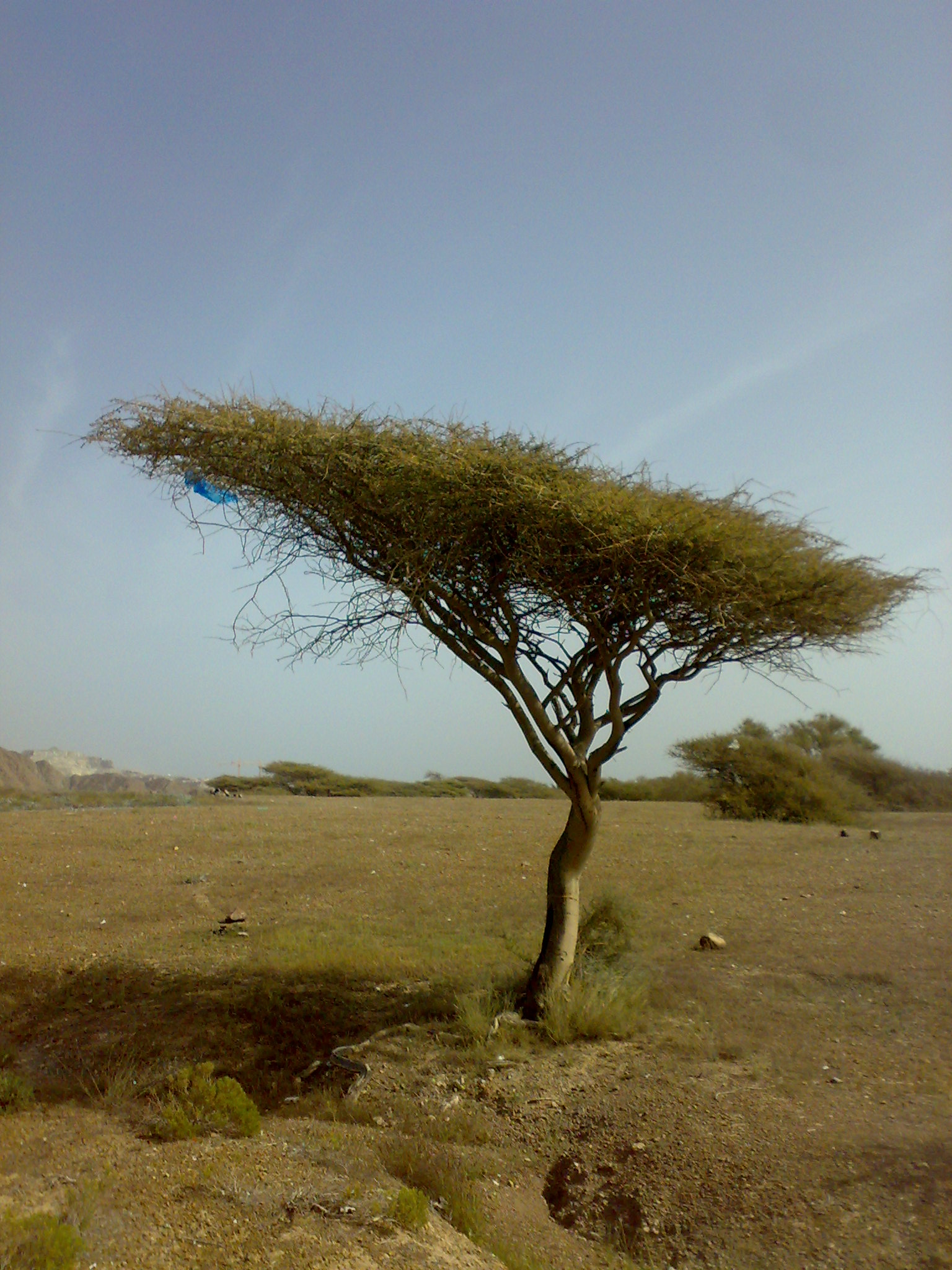
Vachellia tortilis in zijn typische habitat

Vachellia tortilis groeit voornamelijk in gebieden waar de temperatuur varieert van 0 tot 50 °C, maar gemiddeld ligt tussen de 20 en 25 graden. De regenval moet tussen de 100 en 1000 millimeter per jaar zijn. De boom bewoont vooral savanne- en woestijnvlaktes met niet te extreme weersomstandigheden. In de berggebieden van de Sahara groeit de soort meestal tot 1500 meter hoogte, maar kan ook de 2000 meter bereiken.
De boom is bestand tegen een sterk zoutgehalte en tegen eventuele overstromingen. Vachellia tortilis groeit het liefst op alkaligrond maar groeit het ook goed in rotsachtige gebieden of zandduinen met weinig tot geen calciumcarbonaat. De pH (zuurgraad) ligt bij voorkeur tussen 7,95 en 8,30.

### Verspreiding

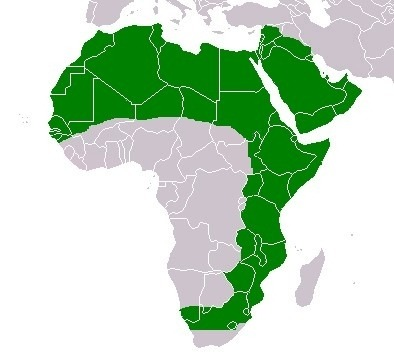
Verspreidingsgebied

De soort heeft een groot verspreidingsgebied, die grotendeels Afrika overlapt en een deel van het Midden-Oosten. De meeste bomen groeien in het zuiden en oosten van Afrika, maar ook in het westen kan de boom voorkomen. De soort komt voor tot aan India. De boom kan tegen veel soorten bodems en weersomstandigheden en verdraagt een hoge alkaliniteit. Hierdoor is deze boom op bepaalde plekken een van de weinige die kan overleven. Een bekend voorbeeld is de Acacia van Ténéré, die beschouwd werd als de meest eenzame boom ter wereld. De boom stond in de Sahara maar werd in 1973 kapotgereden door een dronken autobestuurder.
Hieronder een lijst met landen waar de boom voorkomt:
Inheems:
- Angola
- Botswana
- Egypte
- Eritrea
- Ethiopië
- Iran
- Israël
- Kenia
- Mozambique
- Namibië
- Qatar
- Saoedi-Arabië
- Somalië
- Soedan
- Swaziland
- Tanzania
- Oeganda
- Verenigde Arabische Emiraten
- Zambia
- Zimbabwe
- Zuid-Afrika
- Zuid-Soedan

Exotisch:
- Benin
- Burkina Faso
- Kameroen
- Gambia
- Ghana
- Guinee
- India
- Ivoorkust
- Liberia
- Mali
- Mauritanië
- Niger
- Nigeria
- Pakistan
- Senegal
- Sierra Leone
- Togo
- Tsjaad

## Morfologie
In extreem droge omstandigheden wordt de boom meestal 1 tot 1,5 meter hoog. In een goede habitat is de boom gemiddeld 15 tot 18 meter hoog, maar kan onder optimale omstandigheden een hoogte bereiken van 21 meter. Vijf tot twintig meter is daarom een goed gemiddelde voor deze boom.

### Stam en wortels
De stam is kaal en gedraaid en wordt bekroond door een dun en plat bladerdek, lijkend op een paraplu. De stam kan droogte, hoge temperaturen en zandstormen overleven. Ook zijn er bomen waargenomen, ouder dan 2 jaar, die enigszins vorstbestendig zijn. De schors varieert van grijs tot bijna zwart, met enigszins slingerende scheuren. Er zijn een aantal interessante variaties in de armatuur.
De wortels bestaan uit een dicht netwerk een gaan zeer diep de grond in. Er zijn wortelknollen die bacteriën van het geslacht Rhizobium bevatten die de stikstof uit de lucht vastleggen, waardoor de boom ook op stikstofarme grond kan groeien, wat handig is bij droge bodems. Dit lange netwerk van wortels kan problemen veroorzaken langs wegen, in de landbouw, of, voor de boom zelf, in moerassen.

### Bloemen, bladeren en takken

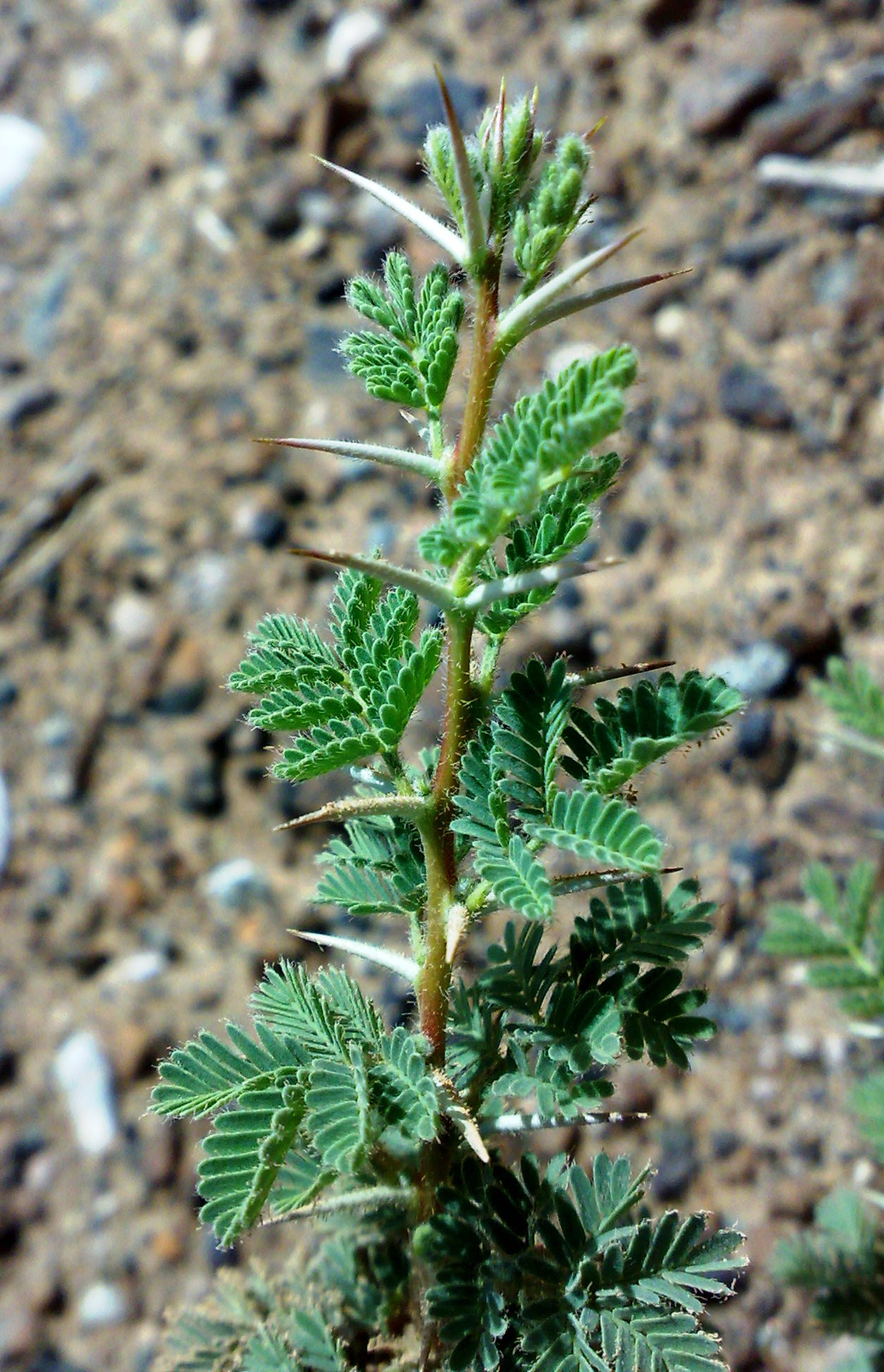
Bladeren

De bloemen zijn klein en bollig en hebben een zeer sterke geur. Ze hebben een witte tot gele kleur en bestaan uit vele kleine bloemblaadjes. Er zijn maximaal 4 bloemen per twijg. De steel van de bloem is ongeveer 13 tot 14 millimeter lang, slank en behaard. Het kroonblad is rond de 2 millimeter lang en de kelkbladeren ongeveer 1 tot 2 millimeter.
De groene bladeren zijn geveerd en hebben een lengte van ongeveer 2,5 centimeter. Een tak bestaat meestal uit 15 bladerparen met daaraan 4 tot 10 bladeren. De bladsteel kan een lengte hebben tot 30 millimeter maar is gewoonlijk de helft daarvan. Het blad en de bladsteel zijn beide groen en behaard. De bladspil is gegroefd geplaatst.
Op hoofdtakken zijn grijs met af en toe zwarte scheuten. De takken zijn gespleten en ongeveer 40 millimeter in diameter. De twijgen hebben een diameter van ongeveer 10 millimeter en hun kleur varieert van olijfgroen tot bruin of paarsachtig.
De doornen zijn in paren die vaak niet meer dan 5 millimeter verwijderd zijn van de knoppen, maar dichter bij de stam kunnen de doornen 10 - 20 millimeter van de knoppen verwijderd zijn.

### Zaden en vruchten

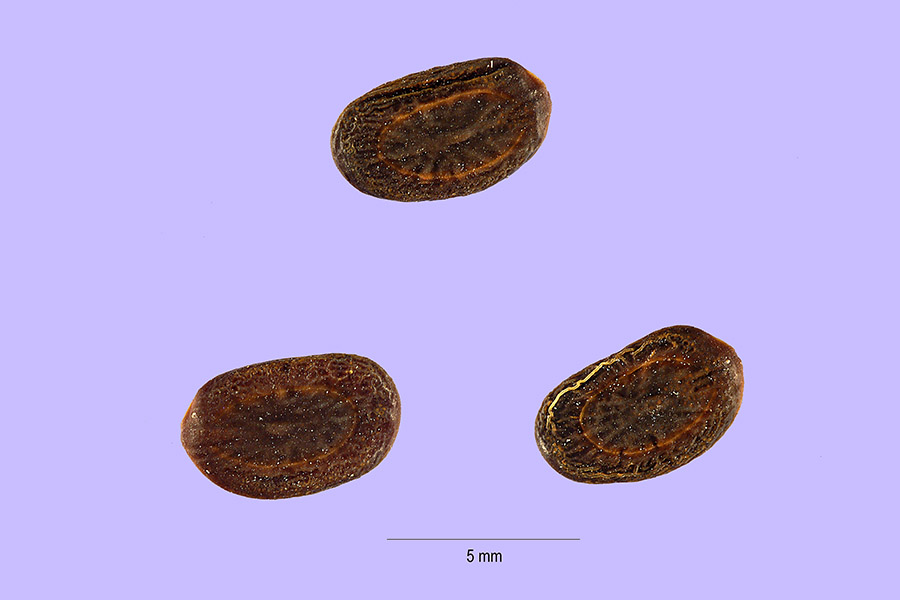
Zaden

De zaden zijn ingesloten in bruine, geurige peulen. Een peul is ongeveer 8 millimeter breed en 125 millimeter lang. Deze vruchten, waarin tot de 14 zaden passen, zijn klein en erg verdraaid. De bruine zaden zijn ongeveer 5,5 bij 4 millimeter.
1 kilo zaad bevat 10.000 tot 50.000 zaden, gemiddeld 32.000. De gemiddelde prijs van een kilo zaden is 1800 Tanzaniaanse shilling, dat gelijkstaat aan €0,80 (Tanzania National Seed Centre, 1991).

## Levenscyclus

### Ontkieming
Ongeveer 40 tot 65 procent van de zaden zullen goed in een periode van 40 dagen ontkiemen. Het ontkiemen gebeurt meestal in 10 dagen, maar kan ook in 4 dagen al gebeurd zijn. In de kwekerij is dit percentage rond de 25% en de overlevingskans rond de 50%. Uit onderzoek bleek dat olifantenpoep een goede voedingsstof was en dat Vachellia tortilis minder kans heeft om te ontkiemen in de schaduw.

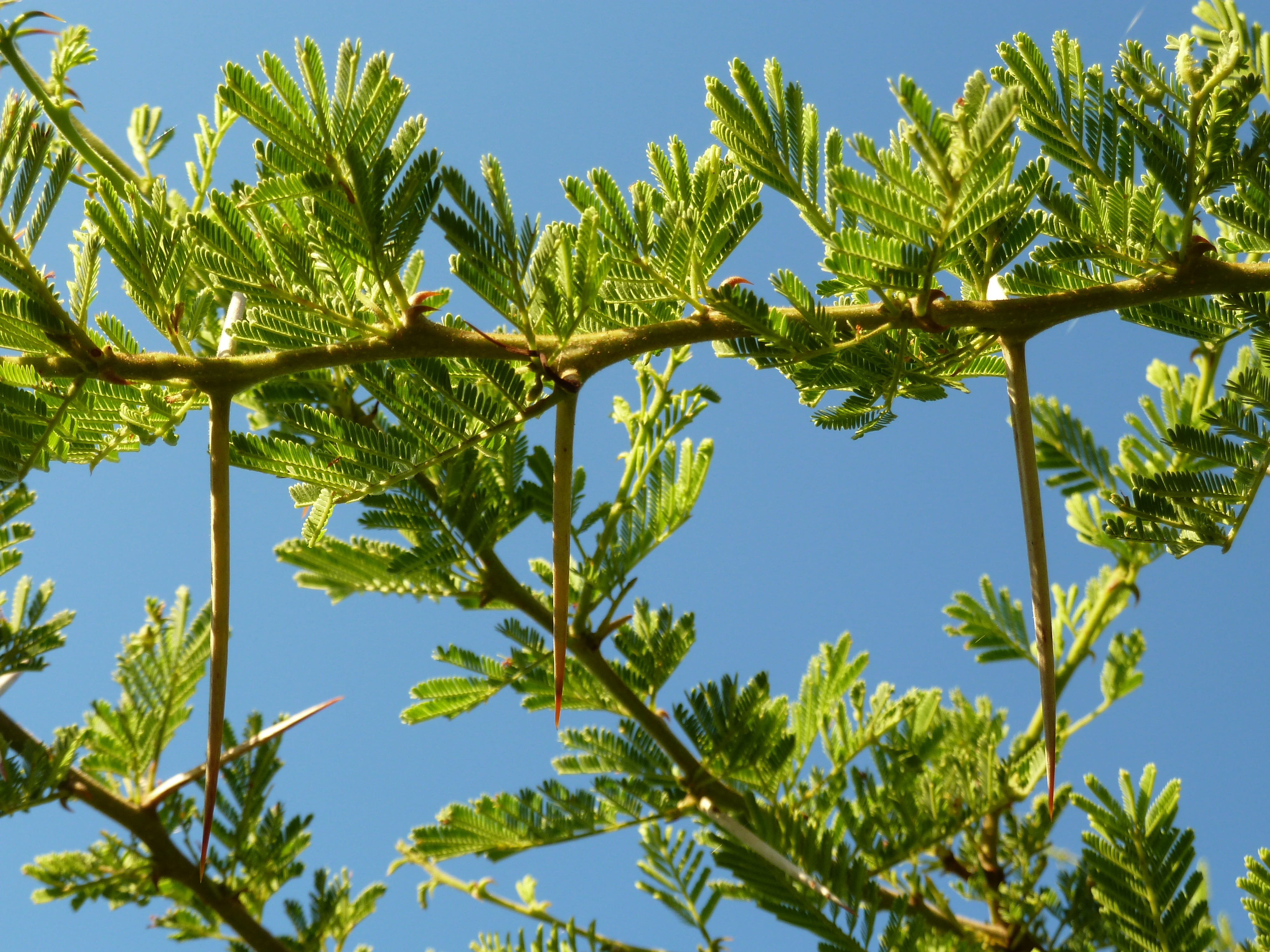
Groeiwijze van de doornen en takken.

### Groeiwijze
De boom groeit traag, ongeveer 500 tot 600 millimeter per jaar. Na vier jaar is de boom gemiddeld 0,8 meter. Toch is deze soort volgens Indiase veldwerken de snelst groeiende in haar geslacht. De Afrikaanse naam voor de plant: Haak-en-steek verwijst naar de combinatie van rechte en gehoekte doornen.
De boom is gevoelig voor aantasting van kevers en rupsen; met name de kevers Sinoxylon anale, Sinoxylon crassum en Callosobruchus chinensis kunnen ernstige ziekten overbrengen.

### Levenscyclus
De boom bereikt meestal een leeftijd tussen de 100 en 150 jaar.
De boom is hermafrodiet. De bloeitijd ligt tussen mei en juni; de peulen komen in juli, zowel in India als in Nigeria. Na circa 10 jaar zijn de zaden vruchtbaar. Uit onderzoek bleek dat soms wel 90% van de zaden werden opgegeten door kevers uit de onderfamilie Bruchinae, zoals de soort Caryedon gonagra. De zaden worden verspreid door simpelweg de zwaartekracht of het openspringen van de peulen door de droogte. Verder kunnen de zaden worden opgegeten en via de ontlasting of via het water verder worden verspreid.

## Toepassingen

### Kwekerijen
Er zijn al verschillende kwekerijen voor Vachellia tortilis opgericht omdat men de boomsoort voor verschillende doeleinden kan gebruiken. Zo zijn er plantages in India. De zaden haalt men van de boom nog voordat deze uit de peulen zijn en men slaat ze op in koude, droge containers. Om ongedierte tegen te gaan, worden de zaden soms bestrooid met chemicaliën of worden de zakken met daarin de zaden uitgerookt. Voor een hoger kiempercentage is voorbehandeling nodig. Uit onderzoek bleek dat het weken in heet water het beste werkt. Al is de boom goed bestand tegen droogte, toch geeft men alsnog water en mest om de groei te verbeteren. Ook worden hiervoor de onderste takken weggesneden.

### Hout
De boom produceert een hoge kwaliteit brandhout en houtskool (18,5 MJ per kg). Hoewel het hout niet goed geschikt is voor andere doeleinden, mede door vervorming bij droogte en gevoeligheid voor ongedierte, wordt het hout toch gebruikt voor onder andere planken, wielen, dozen, wapenonderdelen, meubels, woningbouw en landbouwwerktuigen door de plaatselijke bevolking. Er wordt zelfs verondersteld dat de Ark van Noach gemaakt zou zijn van het hout van Vachellia tortilis. Het schors van de boom wordt zelfs gebruikt voor een strijkorkest in Tanzania en men kan er vezels van maken voor kleding en touw.

### Voedsel
De vruchten en bladeren worden vaak gebruikt als veevoer. De Masai eten ook onrijpe zaden en in Turkana worden de peulen gebruikt om pap van te maken. De vruchten zijn makkelijk te verteren en bestaan voor 19% uit eiwitten. Uit de bast kan men tannine en kleurstof halen. Ook wordt er Arabische gom gewonnen uit de boom.

### Overig gebruik
Het poeder van de schors wordt plaatselijk gebruikt als ontsmettingsmiddel en geneesmiddel voor honden. Ook worden de vruchten gebruikt als gif tegen slakken en algen: de vruchten worden in vijvers geplaatst om de slakkensoorten die schistosomiasis dragen te doden, zonder dat eventuele vissen worden aangetast. De doornen kunnen worden gebruikt als naalden, maar ook als bouwmateriaal voor hekwerk en kooien. Verder kan de boom worden gebruikt als heg of sierplant. Zo kan men de boom bezichtigen in verschillende arboreta, zoals die van Chandigarh of Los Angeles County.

## Belang

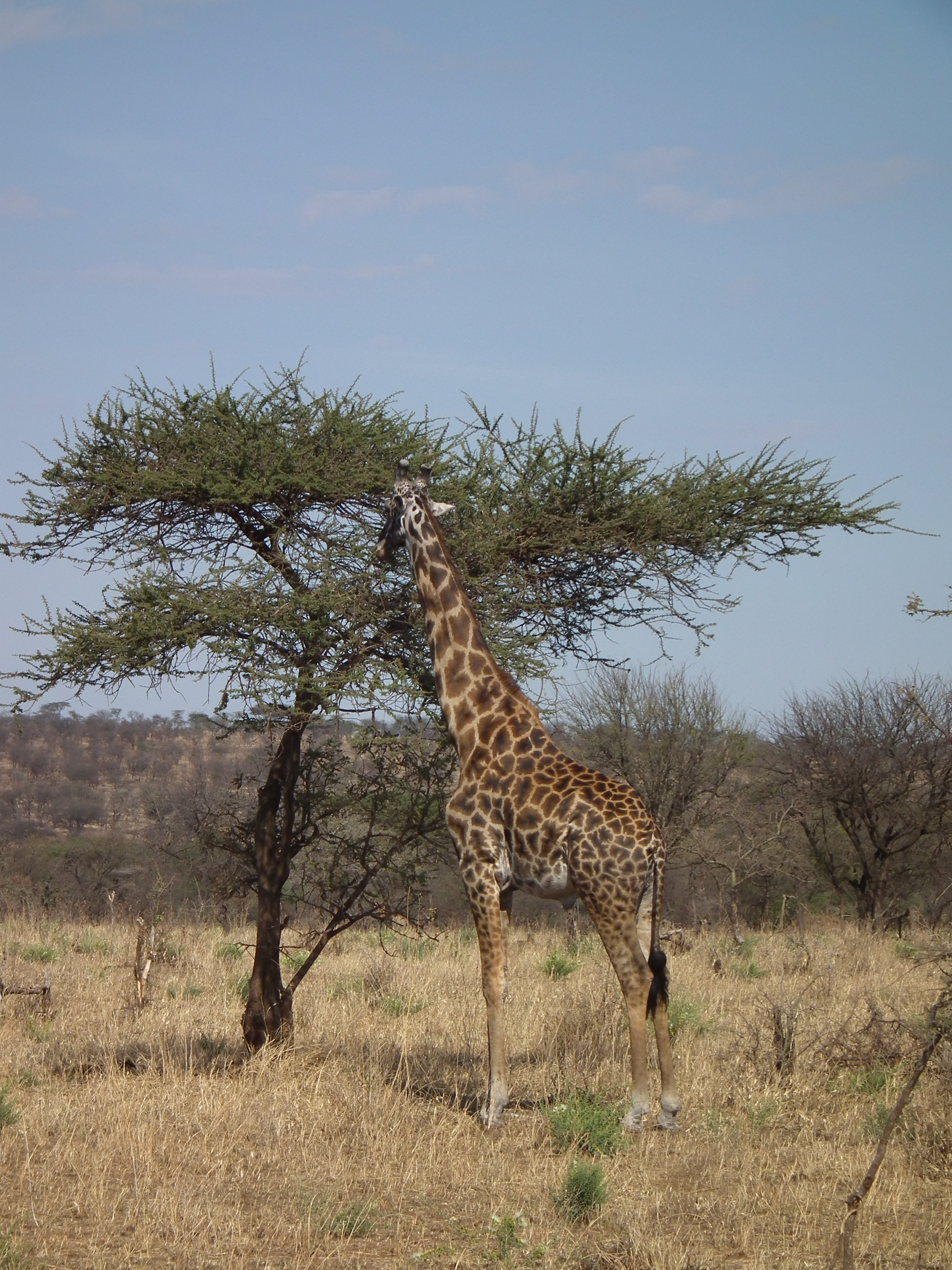
Giraffe eet de bladeren van een Vachellia tortilis

De boom is belangrijk voor het tegengaan van verwoestijning. Tevens is de boom belangrijk voor de schaduw maar ook voor het voorkomen van bodemerosie.
Daarnaast zijn de vruchten en bladeren een belangrijke voedingsbron voor de plaatselijke fauna, zoals voor vervets, neushoorns en olifanten.
In de Noord-Kaap en Vrijstaat is Vachellia tortilis een beschermde boom.

## Ondersoorten
De soort telt vier ondersoorten en vier variëteiten:
- Ondersoort Vachellia tortilis subsp. tortilis
- Ondersoort Vachellia tortilis subsp. heteracantha (Burch.) Kyal. & Boatwr.
- Ondersoort Vachellia tortilis subsp. raddiana (Savi) Kyal. & Boatwr.
  - Variëteit Vachellia tortilis subsp. raddiana var. raddiana
  - Variëteit Vachellia tortilis subsp. raddiana var. pubescens (A.Chev.) Kyal. & Boatwr.
- Ondersoort Vachellia tortilis subsp. spirocarpa (Hochst. ex. A.Rich.) Kyal. & Boatwr.
  - Variëteit Vachellia tortilis subsp. spirocarpa var. spirocarpa
  - Variëteit Vachellia tortilis subsp. spirocarpa var. crinita (Chiov.) Kyal. & Boatwr.

Vachellia tortilis subsp. tortilis komt vooral op het Arabisch Schiereiland voor, Vachellia tortilis subsp. heteracantha in Zuidelijk Afrika, Vachellia tortilis subsp. raddiana in Noord-Afrika, en Vachellia tortilis subsp. spirocarpa in Oost-Afrika.